# Maria Anna Acciaioli Tamagnini
Maria Anna Acciaioli Tamagnini (Torres Vedras, Portugal, 23 de julho de 1900 - Lisboa, 5 de julho de 1933) ou Maria Anna de Magalhães Colaço Acciaioli Tamagnini, foi uma poetisa portuguesa.

## Biografia
Nasce Maria Anna Acciaioli de Magalhães Colaço em Torres Vedras, filha de Doutor Manuel de Barros de Fonseca Acciaioli Coutinho, juiz de direito, cujos antepassados eram fidalgos da Casa Real e membros da Ordem Militar de Cristo, e de Dona Lia de Magalhães Colaço, descendente dos Condes de Condeixa. É a segunda de quatro filhas, e cresce num ambiente de conforto devido à situação social e económica da sua família.
Aos 16 anos dá início aos estudos superiores na Faculdade de Letras de Lisboa, e conhece então Arthur Tamagnini de Sousa Barbosa, professor de português na Escola Nacional, que se torna seu professor particular. Casam-se nesse ano, em Lisboa, e em 1917 têm o primeiro de cinco filhos, Artur Manuel Acciaioli Tamagnini Barbosa; em 1919 nasce Mariano Alberto; em 1921 Miguel Ângelo, que morre em 1943; em 1924 Marco António; e Alberto Manuel nasce em 1933 e irá morrer aos dez anos.
Em 1918 Arthur Tamagnini é nomeado Governador de Macau, na época uma colónia portuguesa. Maria Anna acompanha-o e aí dedica-se a obras filantrópicas e é também mecenas das artes, nomeadamento do grupo de Artistas Amadores de Teatro e Música. Ensina ainda francês e história da literatura francesa. Vive em Macau entre 1918-1919 e 1926-1930.
Escreve prosa e poesia, influenciada pelo Simbolismo de Camilo Pessanha, um dos poetas que mais admira, mas também pelo Parnasianismo, e pelo Orientalismo. Publica poesia e prosa em em revistas de cultura e femininas. Dedica-se ainda à pintura de motivos orientais. 
Devido a problemas de parto, morre em 5 de julho de 1933 em Lisboa.

### Lin-Tchi-Fá - Flor de Lótus
Lin-Tchi-Fá - Flor de Lótus (1925) é o seu único livro de poesia, inspirado pelo Oriente e publicado em Portugal. 

O livro recebe críticas favoráveis mas, na ausência de novas publicações, tanto a obra como a sua autora desaparecem do panorama cultural português. No entanto, este livro será reeditado em 1991 e 2006, fruto da colaboração de um dos filhos com o Instituto Cultural de Macau.